# Valea Cătinei, Buzău
Valea Cătinei este un sat în comuna Cătina din județul Buzău, Muntenia, România.